# Orschwiller
Orschwiller település Franciaországban, Bas-Rhin megyében. Lakosainak száma 627 fő (2022. január 1.). Orschwiller Kintzheim, Sélestat, Lièpvre és Saint-Hippolyte községekkel határos.

## Népesség
A település népességének változása:
| Lakosok száma | 633  | 616  | 613  | 603  | 590  | 589  | 603  | 615  | 627  |
|               | 2013 | 2015 | 2016 | 2017 | 2018 | 2019 | 2020 | 2021 | 2022 |